# 柯蒂斯·约瑟夫
柯蒂斯·约瑟夫（英語：Curtis Joseph，1967年4月29日—），加拿大男子冰球运动员。他曾代表加拿大国家队参加1998年和2002年冬季奥林匹克运动会冰球比赛，其中2002年冬季奥运会获得一枚金牌。